# Grand Prix Velka cena Palma
Il Grand Prix Velka cena Palma era una corsa in linea maschile di ciclismo su strada che si disputò in Slovacchia dal 2003 al 2008 nel mese di maggio. Dal 2005 fece parte del calendario UCI Europe Tour come classe 1.2.

## Albo d'oro
Aggiornato all'edizione 2008.
| Anno | Vincitore              | Secondo           | Terzo            |
| ---- | ---------------------- | ----------------- | ---------------- |
| 2003 | Ondřej Slobodnik       | Ján Valach        | Dariusz Rudnicki |
| 2004 | Krzysztof Jezowski     | Dawid Krupa       | Martin Cerepan   |
| 2005 | Oleksandr Klymenko     | Matej Marin       | Jure Kocjan      |
| 2006 | Boštjan Mervar         | Marek Maciejewski | Matic Strgar     |
| 2007 | Petr Benčík            | Tomasz Kiendys    | Jan Sipeky       |
| 2008 | Christoph Meschenmoser | Roman Bronis      | Manolo Zanella   |